# Cladura babai
Cladura babai är en tvåvingeart som beskrevs av Alexander 1955. Cladura babai ingår i släktet Cladura och familjen småharkrankar. Inga underarter finns listade i Catalogue of Life.